# Veľké Dvorany
Veľké Dvorany jsou obec na Slovensku v okrese Topoľčany v Nitranském kraji. Žije v nich 748 obyvatel.

## Historie
Obec Veľké Dvorany byla osídlena již v neolitu. Podle archeologických nálezů se zde nacházelo sídliště kultury s lineární keramikou. První písemná zmínka o vesnici je z roku 1156 a ves je v ní uvedena pod názvem Duor. Pozdější názvy jsou: Dawar (1324), Dowaran (1390), Welke Doworany (1773) a od roku 1920 se vesnice jmenuje Veľké Dvorany, maďarsky Nagydovorán. V roce 1285 patřily Cabajům, v roce 1390 byla obec součástí panství Topolčan, od roku 1687 patřila rodu Erdődyů v panství Ludanice. V roce 1720 ve vsi byly vinice a 16 domácností, v roce 1787 žilo v 40 domech 319 obyvatel, v roce 1828 žilo 293 obyvatel v 42 domech. Hlavní obživou bylo zemědělství, zejména pěstování cukrové řepy a do 18. století také vinařství.

## Přírodní poměry
Obec leží ve střední části Nitranské pahorkatiny na středním toku potoku Bojňanka. Odlesněné území leží v nadmořské výšce v rozmezí 179–227 metrů, střed obce je ve výšce 199 metrů Povrch tvoří mladší terciérní sedimenty, které jsou pokryté spraší. Celková rozloha obce je 7,74966 km², z toho v roce 2020 připadalo 92 % na zemědělskou půdu. Celkové využití půdy (2020): 88 % byla orná půda, 3 % zahrady. Obec sousedí:
| Blesovce       | Bojná   | Kuzmice |
| Hajná Nová Ves |         | Nemčice |
| Horné Štitáre  | Urmince |         |

## Znak
Blason: V červeném štítu ze stříbrných skal na obě strany vyrůstají tři a tři zlaté klasy, mezi nimi je velký zlatý kříž. Znak obce je odvozen z historické pečetě z roku 1671.

## Pamětihodnosti
V obci je římskokatolický kostel Narození Panny Marie z roku 1700. Barokní kostel postavený v období 14.–15. století v goticko-renetančním slohu byl v roce 1763 obnoven. Opraven byl v roce 1780. Kostel je jednolodní stavba postavena na půdorysu kříže s polygonálním závěrem a představěnou věží. Na severní straně je přistavěna sakristie. Kněžiště je zaklenuto hřebínkovou klenbou, loď má pruskou klenbu s meziklenbovými pasy, transept je zaklenut valenou klenbou s lunetami. Mohutná věž vestavěna ve štítovém průčelí je ukončena stanovou střechou. Hlavní oltář nese oltářní obraz Narození Panny Marie vytvořený v roce 1803 Františkem Schönem. Boční oltář s oltářním obrazem svatého Josefa je po stranách zdoben klasicistními sochami svatého Petra a Pavla z roku 1780. Kostel je kulturní památkou Slovenska. Filiální kostel náleží pod farnost Blesovce, děkanát Radošina, diecéze nitranská.